# Rosianne Cutajar
Rosianne Cutajar (Pietà, 4 settembre 1988) è una politica maltese.

## Biografia
È nata a Pietà il 4 settembre 1988. Ha ottenuto un bachelor of arts in lingua e letteratura italiana presso l'Università di Malta e successivamente ha lavorato come insegnante di italiano oltre che come giornalista presso One Television.
Nel 2012 è stata eletta sindaco di Qormi, venendo riconfermata nel 2015, divenendo una delle più giovani sindache di Malta. Successivamente si è presentata alle elezioni parlamentari del 2017 col Partito Laburista ed è stata eletta alla Camera dei rappresentanti.
Nominata nel 2020 Segretario parlamentare per i diritti civili e le riforme, ha rassegnato le proprie dimissioni nel febbraio 2021 dopo che alcuni quotidiani locali avevano pubblicato un'inchiesta riguardanti un debito di circa 46000 euro nei confronti dell'imprenditore Yorgen Fenech, principale indagato come mandante dell'omicidio della giornalista Daphne Caruana Galizia. Per la medesima ragione Cutajar è stata accusata di aver violato il codice di condotta dei membri del Consiglio d'Europa.
Nel 2023 ha lasciato il gruppo parlamentare laburista.